# Lista de shopping centers de Alagoas
Essa é a lista de shopping centers e centros comerciais do estado de Alagoas

## Maceió
Possui 5 Shopping Centers (Maceió, Parque, Pátio, Farol e, em breve, Jardim Center).

Shoppings Centers
| Shopping centers       | Nº de lojas | Algumas lojas âncoras | Cinemas                | Localização                       | Inauguração            |
| ---------------------- | ----------- | --- | ---------------------- | --------------------------------- | ---------------------- |
| Maceió Shopping        | 255         | C&A, Lojas Renner, Lojas Americanas, Le Biscuit, Leader, Lojas Marisa, Lojas Riachuelo, Lojas Guido, Cacau Show, McDonald's, Subway, Casas Bahia                | Kinoplex               | Mangabeiras (Zona Leste)          | 11 de abril de 1989    |
| Parque Shopping Maceió | 200         | C&A, Lojas Renner, Lojas Americanas Le Biscuit, Lojas Marisa, Lojas Riachuelo, Lojas Guido, Cacau Show, McDonald's, Ri Happy, Centauro, Unicompra supermercados | Cinesystem             | Cruz das Almas (Zona Leste)       | 6 de novembro de 2013  |
| Shopping Pátio Maceió  | 180         | G Barbosa, Lojas Emanuelle, Cacau Show, Lojas Marisa, Lojas Riachuelo, C&A, Lojas Renner, Casas Bahia, Le Biscuit, Casas Vieira, Subway, McDonald's, Ri Happy.  | Centerplex             | Benedito Bentes (Zona Norte)      | 25 de novembro de 2009 |
| Shopping Jardim Center | 250         | Caixa Loterica, Banco do Brasil, Unicompra, McDonald's, Riachuelo, Renner, Giraffas, Oliva, Smart Fit, Drogasil                                                 | Não identificado ainda | Cidade Universitária (Zona Norte) | Outubro de 2022        |
| Shopping Farol         | 55          | Caixa Loterica, Banco do Brasil, Mc Donald's, Via Roma,Cacau Show,Natura, Oi, CityBox Cases, Aureus, Detran,Vivo, Claro, Tim, Aloha, Água Viva                  | Cinepremium            | Farol (Zona Central)              | 4 de dezembro de 1997  |

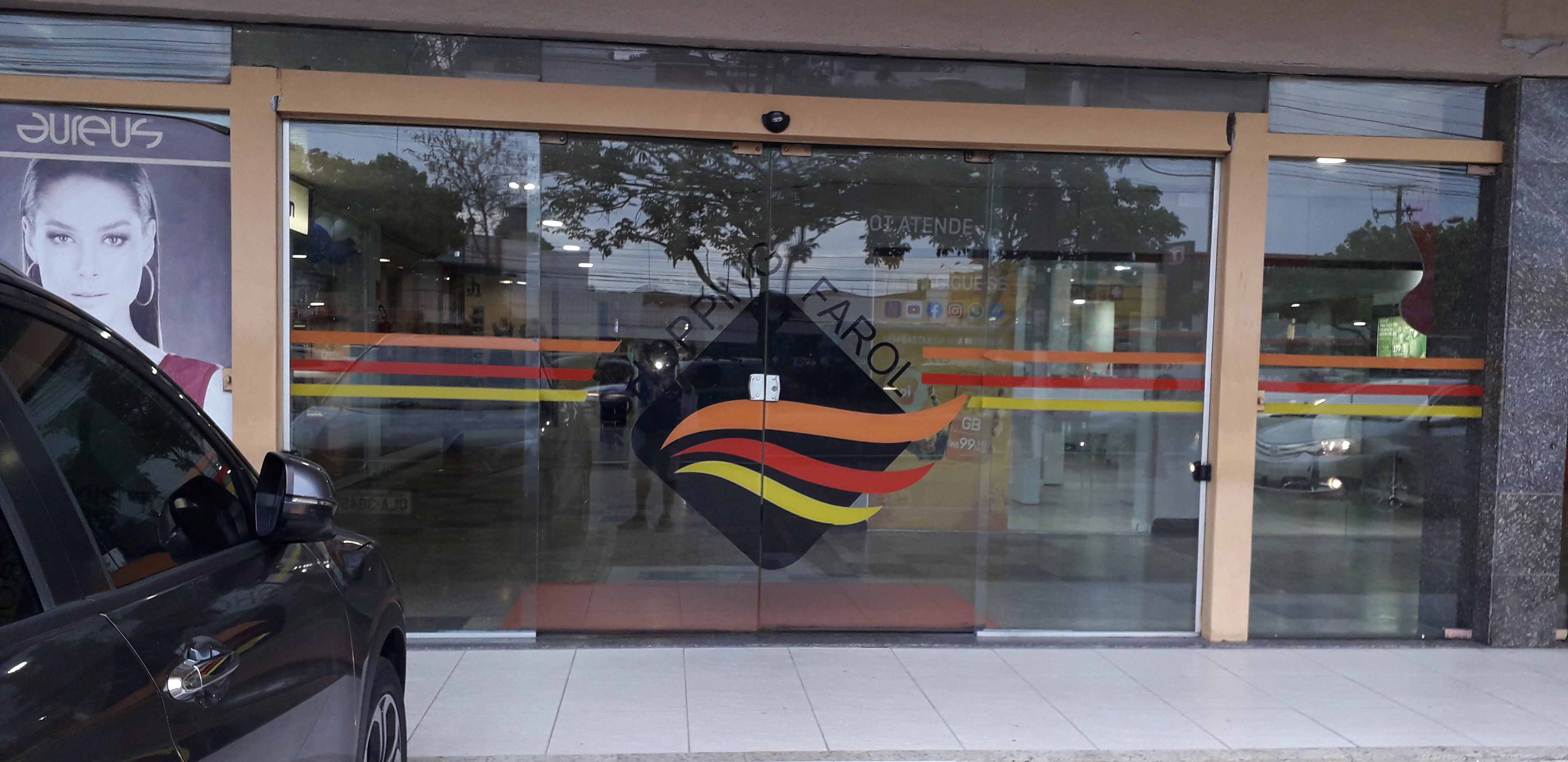
Shopping Farol

### Centros Comerciais
| Centros Comerciais                | Alguns Serviços                                                                                           | Localização       |
| --------------------------------- | --- | ----------------- |
| Aeroporto Internacional de Maceió | Bob's, Subway, Correios, O Boticário                                                                      | Maceió/ Rio Largo |
| Galeria Shopping Cidade           | Lojas Americanas, Cacau Show, Boticário, Manjericão, Caixa Econômica Federal                              | Farol             |
| Hiper Galeria                     | Big Bompreço, Arezzo, Boticário, Óticas Carol, Cacau Show,Subway, Natura,London, Zarina, McDonald's,Kitty | Gruta             |
| Galeria Humberto Lobo             | CVC Turismo,Loterias Caixa, Cia do Cangaço, Tribuna, Mel de Oliva, Nero, Microlins, Emel                  | Serraria          |
| Shopping Miramar                  | Detran, Caixa Econômica Federal                                                                           | Feitosa           |
| Galeria Blue Shopping             | Tag Old Coffee And Pub, Mô Bem Restaurante e Cafeteria, Salão Blue                                        | Jatiuca           |
| Galeria Pajuçara Shopping         | Loterias Caixa                                                                                            | Pajuçara          |

## Arapiraca
| Shopping Centers          | Nº de Lojas | Algumas lojas âncoras | Cinemas    | Localização                  | Inauguração     |
| ------------------------- | ----------- | --- | ---------- | ---------------------------- | --------------- |
| Arapiraca Garden Shopping | 158         | Lojas Renner, Lojas Riachuelo, C&A, Lojas Americanas, Le Biscuit, McDonallds, Subway, Burguer King, Cacau Show, Ri Happy, Centauro | Cinesystem | Santa Edwirgens (Zona Norte) | Outubro de 2013 |

## Delmiro Gouveia
| Shopping Centers | Nº de lojas | Algumas lojas âncoras | Cinemas    | Localização | Inauguração   |
| ---------------- | ----------- | --- | ---------- | ----------- | ------------- |
| Shopping da Vila | 60          | Mix Supermercados, Caixa Econômica Federal, Duckbill Cookies & Coffee, La Brasa, Maria Pitanga Açaiteria, Zeus Cars, Berg's Pizza, Nativa Grill, Rei do Cell | Grupo Cine | Centro      | Março de 2022 |

## Rio Largo
| Centro Comercial              | Algumas lojas âncoras                                         | Localização | Nº de lojas | Inauguração           |
| ----------------------------- | ------------------------------------------------------------- | ----------- | ----------- | --------------------- |
| Shopping da Fabrica Progresso | Lojas Americanas, Magalu,Casas Bahia, Caixa Econômica Federal | Centro      | 4           | 1 de novembro de 2014 |

## São Miguel dos Campos
| Centro Comercial |  | Localzação |
| ---------------- |  | ---------- |
| Shopping Cinema  |  | Centro     |